# Elena Lilik
Elena Lilik (nascida Apel; Weimar, 14 de setembro de 1998) é uma canoísta alemã.

## Carreira
Ela ganhou seis medalhas no Campeonato Mundial de Canoagem Slalom da ICF, com duas de ouro (C1: 2021, K1 por equipe: 2022), três de prata (K1: 2021, Caiaque cross: 2021, C1 por equipe: 2022) e uma de bronze (K1: 2022).
Ela obteve sucesso em sua carreira júnior, ganhando uma medalha de prata no evento K1 do Campeonato Mundial Júnior de 2015 em Foz do Iguaçu. Lilik ganhou sete medalhas (1–2–4) no Campeonato Europeu, incluindo duas medalhas de prata nas provas de equipe C1 e K1 no Campeonato Europeu de 2019 em Pau, França, duas medalhas de bronze na prova C1 em 2018 e 2021 e uma medalha de ouro e duas de bronze nos Jogos Europeus de 2023 em Cracóvia.
Nos Jogos Olímpicos de Verão de 2024, em Paris, conquistou a medalha de prata na competição do slalom C-1 feminino.